# Tree Publishing
Tree Publishing ist ein auf Country-Musik spezialisierter Musikverlag, der 1951 in Nashville vom Produzenten Lou Cowan und dem Programmdirektor der WSM-Radiostation Jack Stapp gegründet wurde. Tree entwickelte sich aus kleinsten Anfängen zu einem internationalen Unternehmen. 
Da Stapp zunächst wenig Zeit hatte, sich um die junge Firma zu kümmern, stellte er 1954 Buddy Killen ein. Zu diesem Zeitpunkt besaß Tree noch nicht einmal ein eigenes Büro. Der kommerzielle Durchbruch wurde 1956 eingeleitet, als Elvis Presley mit dem zum Tree-Katalog gehörenden "Heartbreak Hotel" einen Millionenseller erzielte. 1957 stieg Cowan aus. Stapp kaufte seine Anteile und gab 30 % an Killen und 10 % an die Sekretärin Joyce Bush weiter. Im gleichen Jahr wurde mit dem zu diesem Zeitpunkt völlig unbekannten Roger Miller ein Songwriter eingestellt, der wenig später eine Serie von erfolgreichen Titeln ablieferte.
1967 gründete Tree ein eigenes Schallplattenlabel, Dial Records. Zwei Jahre später wurde mit Pamper Music ein renommierter Musikverlag erworben und damit der Songbestand verdoppelt. In den folgenden Jahren wurden weitere kleinere Firmen aufgekauft. 
Nach dem Tod von Jack Stapp übernahm Buddy Killen dessen Anteile und wurde Präsident der Firma. 1989 wurde Tree Publishing von Sony gekauft.